# Stegothyris atralis
Stegothyris atralis là một loài bướm đêm trong họ Crambidae.